# Guy Kibbee
Guy Bridges Kibbee (6 maart 1882 – 24 mei 1956) was een Amerikaanse toneel- en filmacteur.

## Biografie
Guy Kibbee werd geboren in El Paso, Texas en begon zijn acteercarrière op de rivierboten die op de Mississippi voeren. Later werd hij een succesvolle acteur op Broadway. In de jaren 30 verhuisde Kibbee naar Californië, waar hij diverse kleine rollen voor Warner Bros. speelde. Hij werd bekend met zijn vaak onnozele en joviale rollen, zoals in 42nd Street (1933), Gold Diggers of 1933 (1933), Captain Blood (1935) en Mr. Smith Goes to Washington (1939).
Guy Kibbee stierf op 24 mei 1956 aan complicaties als gevolg van de ziekte van Parkinson en liet zeven kinderen na: vier kinderen aan zijn ex-vrouw Helen Shea en drie aan Esther Reed, zijn toenmalige echtgenote.

## Filmselectie

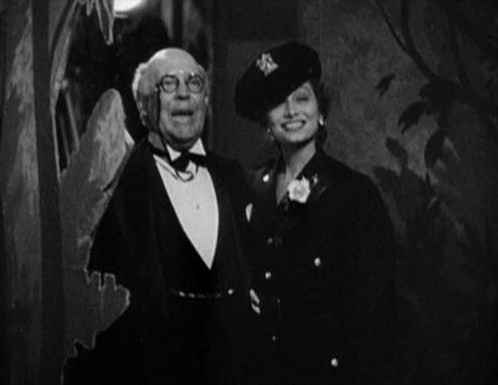
Gold Diggers of 1933 (1933)

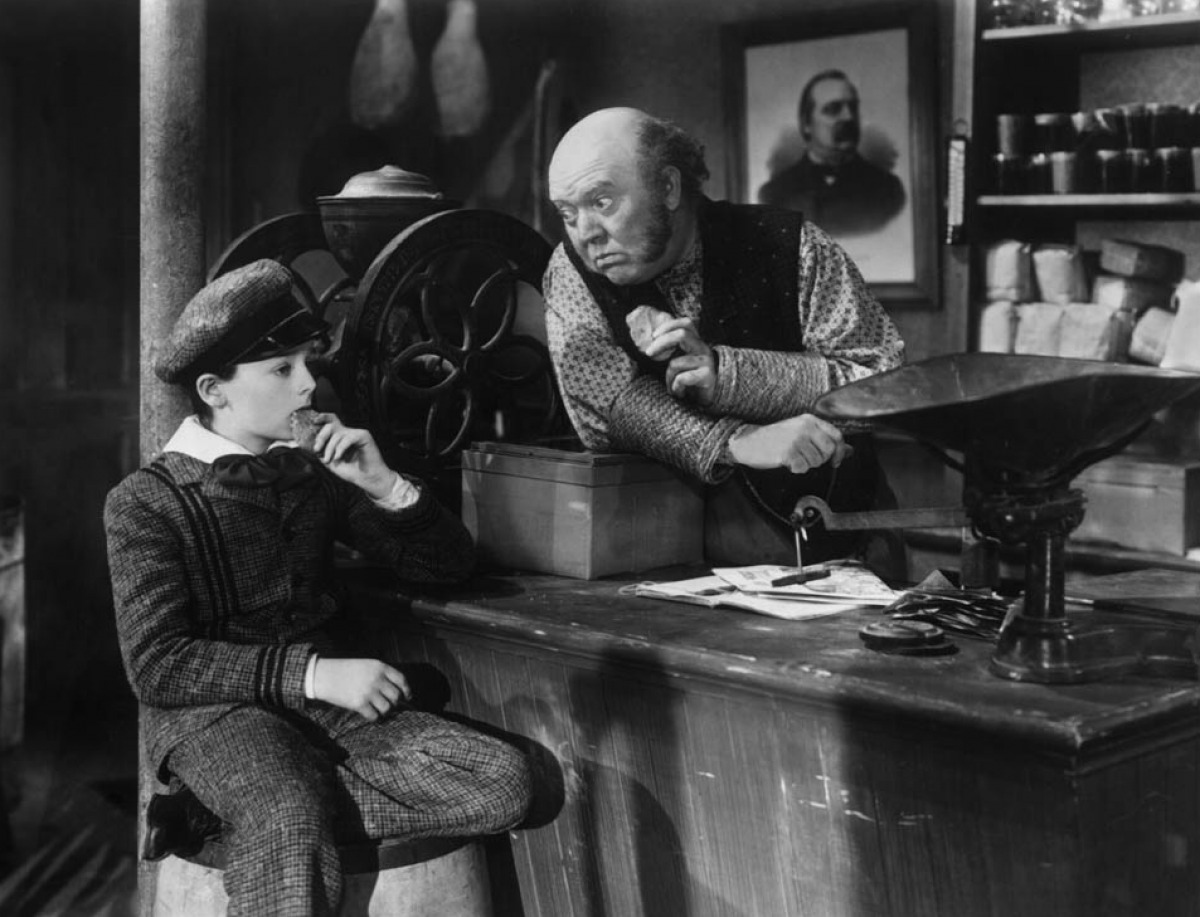
Little Lord Fauntleroy (1936)

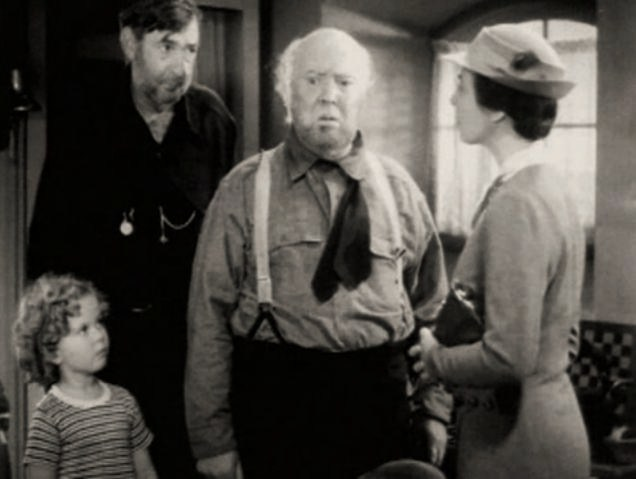
Captain January (1936)

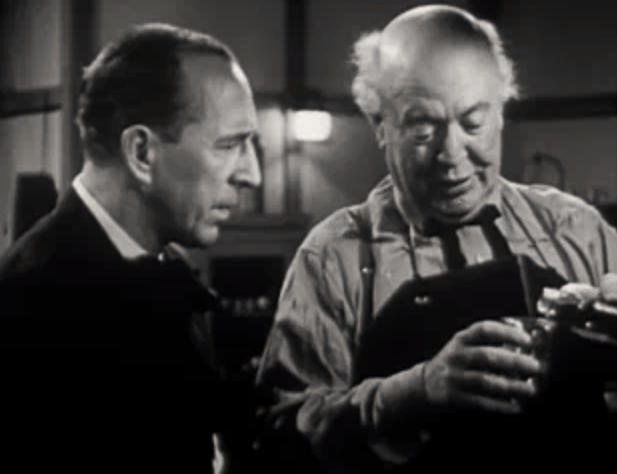
Dixie Jamboree (1944)

- Biblioteca Nacional de España: XX5646080
- Bibliothèque nationale de France: cb141933965 (data)
- Gemeinsame Normdatei: 173903312
- International Standard Name Identifier: 0000 0000 6309 5693
- Library of Congress Control Number: n79071840
- National Archives and Records Administration: 10581904
- Nationale Bibliotheek van Israël: 987007443089705171
- Istituto Centrale per il Catalogo Unico: DDSV100263
- SNAC: w6zf10qs
- Système universitaire de documentation: 073398993
- Trove: 881752
- Virtual International Authority File: 32208226
- WorldCat: E39PBJkhH4dGg7J4j7c6vb3RKd